# Mamadou Aliou Kéïta
Mamadou Aliou „N’Jo Léa“ Kéïta A (* 1952; † 11. April 2004 in Conakry) war ein guineischer Fußballspieler.
N’Jo Léa spielte zwischen 1972 und 1976 für den Hafia FC. Ob er über diesen Zeitraum hinaus für den Verein antrat, ist nicht bekannt. 1972 wurde er mit 58 erzielten Treffern Torschützenkönig. Neben dem Dauergewinn der guineischen Meisterschaft – der Hafia FC wurde zwischen 1971 und 1979 jährlich Meister – nahm N’Jo Léa mit seinem Verein mehrfach am Finale des African Cup of Champions Clubs teil. Nach dem verlorenen Finale 1976 wurden mehrere Spieler des Hafia FC, darunter auch Kéïta, unter Präsident Ahmed Sékou Touré vor ein Tribunal gestellt und angeklagt.
Mit der Nationalmannschaft nahm  N’Jo Léa an der Afrikameisterschaft 1974 teil, wo das Team in der Vorrunde ausschied; Kéïta bestritt dabei zwei Spiele ohne Torerfolg. 1976 wurde er mit der Nationalmannschaft Vize-Afrikameister, was bis heute den größten Erfolg des Landes im Fußball darstellt. Daneben wurde er mit vier Treffern in sechs Spielen Torschützenkönig des Turniers. Zwischen 1972 und 1977 nahm N’Jo Léa außerdem an weiteren Länderspielen teil: So lief er bei insgesamt 13 (dokumentierten) Spielen auf und erzielte fünf Tore. Bei der Qualifikation zur Weltmeisterschaft 1978 kam es am 31. Oktober 1976 zu einem Aufeinandertreffen zwischen Guinea und Ghana; Ghana hatte das Hinspiel mit 2:1 gewonnen. Nach dem guineischen Führungstreffer durch Naby Laye „Papa“ Camara in der 51. Minute gelang N’Jo Léa fünf Minuten später das 2:0, ehe Emmanuel Ofei Ansah weitere drei Minuten später den 2:1-Anschlusstreffer erzielte. Bekannt wurde das Spiel, weil der algerische Schiedsrichter Abdelkader Aouissi statt des zuvor eingeführten Elfmeterschießens und entgegen dem Reglement ein Wiederholungsspiel ansetzte.
1975 wurde Kéïta bei der Wahl zu Afrikas Fußballer des Jahres zusammen mit dem Kameruner Roger Milla und hinter dem Marokkaner Ahmed Faras auf den zweiten Platz gewählt.
Mamadou Aliou Kéïta starb am 11. April 2004 durch einen Kreislaufstillstand; er wurde unter öffentlicher Anteilnahme im Volkspalast von Conakry aufgebahrt und acht Tage nach seinem Tod beigesetzt.
Staatspräsident Moussa Dadis Camara ehrte im Sommer 2009 verschiedene Spieler, darunter auch den bereits verstorbenen Kéïta, und erklärte, den guineischen Fußball wieder aufwerten zu wollen. Bei einem Empfang wurden ehemaligen Sportlern der 1970er Jahre Positionen in Botschaften sowie Stipendien für deren Kinder versprochen sowie ein Mannschaftsbus zur Verfügung gestellt.